# Luma chequen
El chequén, Luma chequen,  es una especie de planta con flor endémica de los bosques centrales andinos entre Chile y Argentina. En Chile se distribuye desde la región de Coquimbo hasta la región de Los Lagos, es decir desde los 30 hasta los 41° de latitud S. 

## Descripción
Es un arbusto ramificado de tamaño mediano, alcanza  9 m, con corteza pardo grisácea. Las hojas son coriáceas, ovaladas, anchas y cortas. Las flores son de color blanco, axilares y solitarias. Toda la planta desprende un agradable aroma.
El fruto es una drupa comestible, purpúrea oscura, de 1 cm de diámetro, que madura a principios de otoño.

## Bosque esclerófilo costero
Se asocia a especies del bosque esclerófilo en las regiones del norte de su distribución, junto a peumo, quillay, litre, boldo. En la porción sur de su distribución, se puede asociar a coihue, pitra, temu y canelo.

## Taxonomía
Luma chequen fue descrito por (Molina)A.Gray y publicado en Journal of Botany, British and Foreign 66: 141. 1928.
Sinonimia
- Eugenia bella Phil. nom. illegit.
- Eugenia chekan DC.
- Eugenia chequen Molina
- Eugenia gayana Barnéoud
- Eugenia myrtomimeta Diels
- Eugenia pulchra O.Berg
- Luma gayana (Barnéoud) Burret
- Myrceugenella chequen (Molina) Kausel
- Myrceugenella chequen var. myrtomimeta (Diels) Kausel
- Myrceugenella gayana (Barnéoud) Kausel
- Myrceugenella langerfeldtii Kausel
- Myrtus chequen (Molina) Spreng.
- Myrtus gayana (Barnéoud) O.Berg
- Myrtus gayana var. major O.Berg
- Myrtus luma Schauer nom. illegit.
- Myrtus uliginosa Miq.
- Myrtus uliginosa f. major Miq.[4]

## Usos en medicina popular
- Tónico, estimulante del apetito.
- Astringente, se usa en forma de lavativas para tratar la diarrea.
- Balsámica, alivia la tos y es utilizada contra el asma y la bronquitis.

## Introducción en Estados Unidos
Fue introducido en la Costa del Pacífico norte de los Estados Unidos como ornamentación durante la Fiebre del oro de California.

## Nombres comunes
- Chequén, huillipeta, arrayán de Santiago, berraco, arrayán blanco, del mapudungún cheken.[6][7][8][9]
- En Perú: arrayan de castilla[10]